# Пиковый валет (фильм)
Пиковый валет (пол. Walet pikowy) — польский чёрно-белый художественный фильм, комедия 1960 года.

## Сюжет
Вацлав Каваняс двадцать лет был смотрителем отдалённого маяка, куда только два раза в году приплывала лодка из порта. Он в молодости был кассиром банка, влюбился в красивую девушку и вместе с нею сбежал из семейного города. К сожалению, любимая Мелания бросила его для красивого офицера гусаров. Через двадцать лет одиночества Вацлав постанавливает отыскать любимой. Размешанный в большую акцию наблюдения знаменитого бандита, Вацлав Каваняс переживает разные недоразумения. Иногда берут его за бандита, в другое время за детектива, который следит за бандитом. Однако он следит за бывшим камердинером родителей любимой Мелании.

## В ролях
- Чеслав Рошковский — Вацлав Каваняс
- Янина Трачикувна — Мелания
- Мария Каневская — мать Мелании
- Александер Фогель — отец Мелании
- Стефан Бартик — изобретатель, бывший камердинер
- Ярема Стемповский — Альфонс Эмануэль Валет
- Людвик Бенуа — комиссар Грант
- Густав Люткевич — сержант милиции
- Лех Ордон — милиционер на вокзале
- Януш Клосиньский — милиционер
- Зыгмунт Зинтель — детектив
- Вацлав Янковский — Людвик Червинка, портье
- Богдан Баэр — Михал
- Войцех Загурский — Франко, карманник
- Хенрик Хунко — Генё, карманник
- Влодзимеж Скочиляс — моряк
- Бронислав Павлик — Игнаци, друг Каваняса
- Вацлав Ковальский — портье в банке
- Хенрик Моджевский — кассир
- Зыгмунт Хмелевский — Попеску, управляющий банка
- Барбара Краффтувна — секретарша
- Рышард Петруский — хозяин кинотеатра
- Юзеф Лодыньский — кинооператор
- Збигнев Кочанович — музыкант в кинотеатре
- Богуслав Сохнацкий — зритель в кинотеатре
- Леонард Анджеевский — зритель в кинотеатре
- Кристина Фельдман — женщина бегущая Тестона
- Станислав Михальский — юноша бегущий Тестона